# Strand sort
O Strand sort é um algoritmo de ordenação. Ele trabalha por repetidas vezes extraindo sublistas ordenadas da lista a ser classificada e mesclando-as com um array resultado. Cada iteração através da lista não-ordenada extrai uma série de elementos que já estavam ordenados, e mescla as séries juntas.
O nome do algoritmo vem de "vertentes" de dados ordenados dentro da lista não-ordenada que são removidos um de cada vez. É um algoritmo de ordenação por comparação devido ao seu uso de comparações, quando remove vertentes e ao mesclar-los para o array ordenado.
O algoritmo de ordenação strand é O(n sqrt n) no caso médio. No melhor caso (a lista que já está classificado), o algoritmo é linear, ou O(n). Na pior das hipóteses (a lista que está ordenada em ordem inversa), o algoritmo é O (n2).
O Strand sort é mais útil para dados que são armazenados em uma lista vinculada, devido às freqüentes inserções e remoções de dados. Usando uma outra estrutura de dados, como um array, se aumentaa consideravelmente o tempo de execução e a complexidade do algoritmo, devido às longas inserções e deleções. O Strand sort também é útil para dados que já possuem grandes quantidades de dados ordenados, pois esses dados podem ser removidos em uma única vertente.

## Exemplo
| Lista não-ordenada | Sublista | Lista ordenada |
| ------------------ | -------- | -------------- |
| 3 1 5 4 2          |          |                |
| 1 4 2              | 3 5      |                |
| 1 4 2              |          | 3 5            |
| 2                  | 1 4      | 3 5            |
| 2                  |          | 1 3 4 5        |
|                    | 2        | 1 3 4 5        |
|                    |          | 1 2 3 4 5      |

1. Analisar a lista não-ordenada uma vez, tirando quaisquer números ordenados de forma ascendente.
2. A sublista ordenada é, para a primeira iteração, inserida na lista ordenada vazia.
3. Analisar a lista não-ordenada novamente e novamente tirando números ordenados relativamente.
4. Desde que a lista ordenada está agora populada, mesclar as sublistas na lista ordenada.
5. Repetir os passos 3-4 até que tanto a lista não-ordenada e as sublistas estejam vazias.

## Algoritmo
Uma maneira simples de expressar o strand sort, em pseudocódigo é como se segue:

```
procedure
 strandSort( A : list of sortable items ) 
defined as:

  
while
 length( A ) > 0
    
clear
 sublist
    sublist[ 0 ] := A[ 0 ]
    
remove
 A[ 0 ]
    
for each
 i 
in
 0 
to
 length( A ) 
do:

      
if
 A[ i ] > sublist[ last ] 
then

        
append
 A[ i ] 
to
 sublist
        
remove
 A[ i ]
      
end if

    
end for

    
merge
 sublist 
into
 results
  
end while

  
return
 results

end procedure
```

### Implementação em Haskell
```
merge
 
[]
 
l
 
=
 
l

merge
 
l
 
[]
 
=
 
l

merge
 
l1
@(
x1
:
r1
)
 
l2
@(
x2
:
r2
)
 
=

    
if
 
x1
 
<
 
x2
 
then
 
x1
:(
merge
 
r1
 
l2
)
 
else
 
x2
:(
merge
 
l1
 
r2
)

ssort
 
[]
 
=
 
[]

ssort
 
l
 
=
 
merge
 
strand
 
(
ssort
 
rest
)

    
where
 
(
strand
,
 
rest
)
 
=
 
foldr
 
extend
 
(
[]
,
[]
)
 
l

          
extend
 
x
 
(
[]
,
r
)
 
=
 
([
x
],
r
)

          
extend
 
x
 
(
s
:
ss
,
r
)
 
=
 
if
 
x
 
<=
 
s
 
then
 
(
x
:
s
:
ss
,
r
)
 
else
 
(
s
:
ss
,
x
:
r
)

```

### Implementação em PHP
```
function
 
strandsort
(
array
 
$arr
)
 
{

  
$result
 
=
 
array
();

  
while
 
(
count
(
$arr
))
 
{

    
$sublist
 
=
 
array
();

    
$sublist
[]
 
=
 
array_shift
(
$arr
);

    
$last
 
=
 
count
(
$sublist
)
-
1
;

    
foreach
 
(
$arr
 
as
 
$i
 
=>
 
$val
)
 
{

      
if
 
(
$val
 
>
 
$sublist
[
$last
])
 
{

        
$sublist
[]
 
=
 
$val
;

        
unset
(
$arr
[
$i
]);

        
$last
++
;

      
}

    
}

    
if
 
(
!
empty
(
$result
))
 
{

      
foreach
 
(
$sublist
 
as
 
$val
)
 
{

        
$spliced
 
=
 
false
;

        
foreach
 
(
$result
 
as
 
$i
 
=>
 
$rval
)
 
{

          
if
 
(
$val
 
<
 
$rval
)
 
{

            
array_splice
(
$result
,
 
$i
,
 
0
,
 
$val
);

            
$spliced
 
=
 
true
;

            
break
;

          
}

        
}

        
if
 
(
!
$spliced
)
 
{

          
$result
[]
 
=
 
$val
;

        
}

      
}

    
}

    
else
 
{

      
$result
 
=
 
$sublist
;

    
}

  
}

  
return
 
$result
;

}

```

### Implementação em Python:
```
F
 
merge_list
(
&
a
,
 
&
b
)

   
[
Int
]
 
out

   
L
 
!
a
.
empty
 
&
 
!
b
.
empty

      
I
 
a
[
0
]
 
<
 
b
[
0
]

         
out
.
append
(
a
.
pop
(
0
))

      
E

         
out
.
append
(
b
.
pop
(
0
))

   
out
 
[
+
]
=
 
a

   
out
 
[
+
]
=
 
b

   
R
 
out

 

F
 
strand
(
&
a
)

   
V
 
i
 
=
 
0

   
V
 
s
 
=
 
[
a
.
pop
(
0
)]

   
L
 
i
 
<
 
a
.
len

      
I
 
a
[
i
]
 
>
 
s
.
last

         
s
.
append
(
a
.
pop
(
i
))

      
E

         
i
++

   
R
 
s

 

F
 
strand_sort
(
&
a
)

   
V
 
out
 
=
 
strand
(
&
a
)

   
L
 
!
a
.
empty

      
out
 
=
 
merge_list
(
&
out
,
 
&
strand
(
&
a
))

   
R
 
out

 

print
(
strand_sort
(
&
[
1
,
 
6
,
 
3
,
 
2
,
 
1
,
 
7
,
 
5
,
 
3
]))

```

### Implementação em C++:
```
#include
 
<list>

 

template
 
<
typename
 
T
>

std
::
list
<
T
>
 
strandSort
(
std
::
list
<
T
>
 
lst
)
 
{

  
if
 
(
lst
.
size
()
 
<=
 
1
)

    
return
 
lst
;

  
std
::
list
<
T
>
 
result
;

  
std
::
list
<
T
>
 
sorted
;

  
while
 
(
!
lst
.
empty
())
 
{

    
sorted
.
push_back
(
lst
.
front
());

    
lst
.
pop_front
();

    
for
 
(
typename
 
std
::
list
<
T
>::
iterator
 
it
 
=
 
lst
.
begin
();
 
it
 
!=
 
lst
.
end
();
 
)
 
{

      
if
 
(
sorted
.
back
()
 
<=
 
*
it
)
 
{

        
sorted
.
push_back
(
*
it
);

        
it
 
=
 
lst
.
erase
(
it
);

      
}
 
else

        
it
++
;

    
}

    
result
.
merge
(
sorted
);

  
}

  
return
 
result
;

}

```

### Implementação em Java:
```
import
 
java.util.Arrays
;

import
 
java.util.LinkedList
;

 

public
 
class
 
Strand
{

	
// note: the input list is destroyed

	
public
 
static
 
<
E
 
extends
 
Comparable
<?
 
super
 
E
>>
 

	
LinkedList
<
E
>
 
strandSort
(
LinkedList
<
E
>
 
list
){

		
if
(
list
.
size
()
 
<=
 
1
)
 
return
 
list
;

 

		
LinkedList
<
E
>
 
result
 
=
 
new
 
LinkedList
<
E
>
();

		
while
(
list
.
size
()
 
>
 
0
){

			
LinkedList
<
E
>
 
sorted
 
=
 
new
 
LinkedList
<
E
>
();

			
sorted
.
add
(
list
.
removeFirst
());
 
//same as remove() or remove(0)

			
for
(
Iterator
<
E
>
 
it
 
=
 
list
.
iterator
();
 
it
.
hasNext
();
 
){

				
E
 
elem
 
=
 
it
.
next
();

				
if
(
sorted
.
peekLast
().
compareTo
(
elem
)
 
<=
 
0
){

					
sorted
.
addLast
(
elem
);
 
//same as add(elem) or add(0, elem)

					
it
.
remove
();

				
}

			
}

			
result
 
=
 
merge
(
sorted
,
 
result
);

		
}

		
return
 
result
;

	
}

 

	
private
 
static
 
<
E
 
extends
 
Comparable
<?
 
super
 
E
>>

	
LinkedList
<
E
>
 
merge
(
LinkedList
<
E
>
 
left
,
 
LinkedList
<
E
>
 
right
){

		
LinkedList
<
E
>
 
result
 
=
 
new
 
LinkedList
<
E
>
();

		
while
(
!
left
.
isEmpty
()
 
&&
 
!
right
.
isEmpty
()){

			
//change the direction of this comparison to change the direction of the sort

			
if
(
left
.
peek
().
compareTo
(
right
.
peek
())
 
<=
 
0
)

				
result
.
add
(
left
.
remove
());

			
else

				
result
.
add
(
right
.
remove
());

		
}

		
result
.
addAll
(
left
);

		
result
.
addAll
(
right
);

		
return
 
result
;

	
}

 

	
public
 
static
 
void
 
main
(
String
[]
 
args
){

		
System
.
out
.
println
(
strandSort
(
new
 
LinkedList
<
Integer
>
(
Arrays
.
asList
(
3
,
1
,
2
,
4
,
5
))));

		
System
.
out
.
println
(
strandSort
(
new
 
LinkedList
<
Integer
>
(
Arrays
.
asList
(
3
,
3
,
1
,
2
,
4
,
5
))));

		
System
.
out
.
println
(
strandSort
(
new
 
LinkedList
<
Integer
>
(
Arrays
.
asList
(
3
,
3
,
1
,
2
,
4
,
3
,
5
,
6
))));

	
}

}

```